# Carmen Zapata
Carmen Margarita Zapata (New York, 15 luglio 1927 – Los Angeles, 5 gennaio 2014) è stata un'attrice statunitense.

## Biografia
Nata da padre messicano e madre argentina, ha lavorato in tutti i campi dello spettacolo come attrice teatrale, cinematografica, televisiva, come insegnante, produttrice e doppiatrice. Ha debuttato a Broadway nel 1946. Negli anni '60-'70 ha recitato in diverse serie TV. Nei primi anni '70 ha preso parte alla serie TV Love, American Style.  Dal 1985 al 1990 ha interpretato il ruolo di Carmen Castillo nella soap opera Santa Barbara. Un altro programma a cui ha partecipato per diversi anni è Villa Alegre, programma per bambini in onda sulla PBS sempre nei primi anni '70. Nel 1976 ha recitato in un'altra serie ossia Viva Valdez. Nel 1980 è nel cast di CBS Afternoon Playhouse.
Nel corso della sua carriera, che ha toccato circa sei decenni, si è battuta a favore della diffusione delle arti ispaniche e delle produzioni teatrali bilingue (spagnolo e inglese) nella zona della California e non solo.
Tra le principali produzioni cinematografiche a cui ha preso parte, principalmente in ruoli secondari, vi sono Boss Nigger (1975), Telefon (1977), Sister Act - Una svitata in abito da suora (1992), Nome in codice: Nina (1993), Sister Act 2 - Più svitata che mai (1993) e The Sleepy Time Gal (2001).
È morta nel gennaio 2014 per problemi al cuore. È stata inserita nella Hollywood Walk of Fame nella sezione "teatro".